# Navarrella apicalis
Genre
Espèce
Navarrella apicalis, unique représentant du genre Navarrella, est une espèce de collemboles de la famille des Bourletiellidae.

## Distribution
Cette espèce est endémique de Navarre en Espagne.

## Description
Le mâle holotype mesure 0,7 mm et la femelle paratype 1 mm.

## Publication originale
- Bretfeld & Arbea, 2000 : Navarrella apicalis, a new genus and species of the monophylum Bourletiellidae from northern Spain (Insecta, Collembola, Bourletiellidae). Senckenbergiana Biologica, vol. 80, no 1/2, p. 127-133.